# Синякина, Анна Юрьевна
А́нна Ю́рьевна Синя́кина (род. 26 июня 1981, Москва) — российская актриса театра и кино.

## Биография
Анна Синякина родилась 26 июня 1981 года в Москве. В детстве посещала музыкальную школу (не окончила) и множество кружков: училась танцевать, вязать и плести макраме. А еще ходила на плавание и обучалась приёмам карате. 
В 15 лет поступила и в 2000 году окончила Государственное музыкальное училище имени Гнесиных, факультет актёра музыкального театра (мастерская Г. Е. Гурвича), а в 2004 году — актёрский факультет РАТИ (мастерская В. Б. Гаркалина) и была принята в театр «Школа драматического искусства».
Участвует в спектакле «Трёхгрошовая опера» в МХТ им. А. П. Чехова, где ее единственным партнером стал танцовщик Михаил Барышников.

## Семья
Отец — Юрий Васильевич Синякин (род. 1959), в 1988 году окончил ГИТИС, учился на курсе Бориса Александровича Покровского. С 1997 по 2015 год служил в Московском областном ТЮЗе.
Мать занималась музыкой с детьми и пела в хоре Музыкального театра им. Станиславского и Немировича-Данченко.
Замужем, воспитывает детей.

## Театральные работы
Школа драматического искусства (Лаборатория Дмитрия Крымова)
- 2002 — «Три сестры» по мотивам трагедии «Король Лир» У. Шекспира
- 2005 — «Сэр Вантес. Донкий Хот» по мотивам романа «Дон Кихот» Сервантеса
- 2006 — «Торги» пьеса Дмитрия Крымова по мотивам драматических произведений А. П. Чехова
- 2006 — «Демон. Вид сверху» по мотивам поэмы Михаила Лермонтова
- 2010 — «Тарарабумбия» пьеса Д. Крымова по мотивам пьес А. П. Чехова
- 2012 — «Как вам это понравится» по пьесе У. Шекспира «Сон в летнюю ночь»[3]

## Фильмография
| Год       |   | Название                                       | Роль                                                                                              |
| --------- | - | ---------------------------------------------- | ------------------------------------------------------------------------------------------------- |
| 1998      | ф | День полнолуния                                | девушка по вызову / мёртвая княжна Ольшанская                                                     |
| 1999      | ф | Ворошиловский стрелок                          | Екатерина Сергеевна (Катя) Афонина, дочь Ольги Ивановны Афониной, внучка Ивана Фёдоровича Афонина |
| 1999      | ф | Опять надо жить                                | Ольга                                                                                             |
| 2002      | ф | Кино про кино                                  | корреспондентка                                                                                   |
| 2003      | ф | Не привыкайте к чудесам                        | Имя персонажа не указано                                                                          |
| 2004      | с | Ландыш серебристый                             | Санни, дочь Кима (в 1 эпизоде)                                                                    |
| 2005      | с | Таксистка 2                                    | Олеся (в 4 серии)                                                                                 |
| 2006      | ф | Конец света                                    | Марина                                                                                            |
| 2006      | ф | Ненормальная                                   | Имя персонажа не указано                                                                          |
| 2006—2007 | с | Гонка за счастьем                              | Настя                                                                                             |
| 2007      | с | Агентство «Алиби»                              | Имя персонажа не указано                                                                          |
| 2007      | с | Виола Тараканова. В мире преступных страстей 3 | Аня                                                                                               |
| 2009      | ф | Палата № 6                                     | Дарьюшка                                                                                          |
| 2011      | ф | Солдатские сказки                              | Таня                                                                                              |
| 2012      | с | Петрович                                       | Ольга Филиппова                                                                                   |
| 2012      | ф | В окружении (короткометражный)                 | женщина                                                                                           |
| 2013      | с | Позднее раскаяние                              | Кира Арсеньева                                                                                    |
| 2016      | ф | Бедные люди                                    | Инесса                                                                                            |
| 2017      | ф | Анна Каренина. История Вронского               | Аннушка                                                                                           |
| 2020      | с | Территория                                     | Марина Валерьевна Чудинова, этнограф                                                              |
| 2021      | с | Коса                                           | Катя Рахманова                                                                                    |
| 2022      | с | Надвое                                         | Лиза                                                                                              |